# Thelenella
Thelenella is een geslacht in de familie Thelenellaceae. De typesoort is Thelenella modesta.

## Soorten
Volgens Index Fungorum bevat dit geslacht 60 soorten (peildatum december 2021):
| Soortnaam                                  | Auteur(s)                                 | Publicatiejaar |
| ------------------------------------------ | ----------------------------------------- | -------------- |
| Thelenella aeruginosa                      | Vain.                                     | 1909           |
| Thelenella antarctica                      | (I.M. Lamb) O.E. Erikss.                  | 1981           |
| Thelenella astroidella                     | Vain.                                     | 1930           |
| Thelenella brasiliensis                    | (Müll. Arg.) Vain.                        | 1896           |
| Thelenella calcicola                       | C.A. Morse                                | 2016           |
| Thelenella cervina                         | Vain.                                     | 1921           |
| Thelenella cinerascens                     | (Vain.) R.C. Harris                       | 1995           |
| Thelenella cinereoglauca                   | Vain.                                     | 1921           |
| Thelenella coenosa                         | Vain.                                     | 1921           |
| Thelenella elaeophthalma                   | Vain.                                     | 1923           |
| Thelenella elegans                         | Vain.                                     | 1930           |
| Thelenella endochrysoides                  | Vain.                                     | 1921           |
| Thelenella enteroxantha                    | Vain.                                     | 1921           |
| Thelenella fernandeziana                   | (Zahlbr.) H. Mayrhofer                    | 1987           |
| Thelenella follmannii                      | Kalb                                      | 1995           |
| Thelenella fugiens                         | (Müll. Arg.) R.C. Harris                  | 1995           |
| Thelenella fusispora                       | Vězda & H. Mayrhofer                      | 1987           |
| Thelenella geminella                       | (Nyl.) Vain.                              | 1896           |
| Thelenella geminipara                      | (Malme) R.C. Harris                       | 1995           |
| Thelenella haradae                         | J.P. Halda, Xin Y. Wang, J.A. Ryu & Hur   | 2016           |
| Thelenella hassei                          | (Zahlbr.) H. Mayrhofer                    | 1987           |
| Thelenella humilis                         | R.C. Harris                               | 1995           |
| Thelenella indica                          | Pinokiyo, Kr.P. Singh & Lücking           | 2006           |
| Thelenella inductula                       | (Nyl. ex Hasse) H. Mayrhofer              | 1987           |
| Thelenella irregularis                     | Vain.                                     | 1915           |
| Thelenella justii                          | (Servít) H. Mayrhofer & Poelt             | 1985           |
| Thelenella kerguelena                      | (Nyl.) H. Mayrhofer                       | 1987           |
| Thelenella larbalestieri                   | (A.L. Sm.) Coppins & Fryday               | 2004           |
| Thelenella lateralis                       | Aptroot & M. Cáceres                      | 2014           |
| Thelenella leucothelioides                 | Vain.                                     | 1921           |
| Thelenella luridella                       | (Nyl.) H. Mayrhofer                       | 1987           |
| Thelenella luzonensis                      | Räsänen                                   | 1949           |
| Thelenella marginata                       | (Groenh.) H. Mayrhofer                    | 1987           |
| Thelenella mawsonii                        | (C.W. Dodge) H. Mayrhofer & P.M. McCarthy | 1991           |
| Thelenella melanospora                     | Etayo & H. Mayrhofer                      | 2003           |
| Thelenella modesta (Vals speldenkussentje) | (Nyl.) Nyl.                               | 1855           |
| Thelenella monospora                       | Aptroot & M. Cáceres                      | 2016           |
| Thelenella muelleri                        | Malme                                     | 1929           |
| Thelenella muscorum (Witte moskorst)       | (Th. Fr.) Vain.                           | 1899           |
| Thelenella nubifera                        | C.A. Morse                                | 2016           |
| Thelenella ochroleucodes                   | Vain.                                     | 1930           |
| Thelenella paraguayensis                   | Malme                                     | 1928           |
| Thelenella perfragilis                     | (Nyl.) Vain.                              | 1921           |
| Thelenella pertusariella                   | (Nyl.) Vain.                              | 1921           |
| Thelenella philippina                      | Räsänen                                   | 1949           |
| Thelenella rappii                          | R.C. Harris                               | 1995           |
| Thelenella reducta                         | Vain.                                     | 1921           |
| Thelenella sampaiana                       | (B. de Lesd.) H. Mayrhofer & Poelt        | 1985           |
| Thelenella sastreana                       | R.C. Harris                               | 1995           |
| Thelenella saxicola                        | (Müll. Arg.) Vain.                        | 1896           |
| Thelenella scopularis                      | Vain.                                     | 1896           |
| Thelenella sericea                         | (A. Massal.) Arnold                       | 1870           |
| Thelenella sordidula                       | (Th. Fr.) H. Mayrhofer                    | 1987           |
| Thelenella subluridella                    | Vain.                                     | 1890           |
| Thelenella sychnogonioides                 | (Zahlbr.) R.C. Harris                     | 1995           |
| Thelenella tasmanica                       | H. Mayrhofer & P.M. McCarthy              | 1991           |
| Thelenella trichothelioides                | (Sérus. & Vězda) R.C. Harris              | 1995           |
| Thelenella vezdae                          | (H. Mayrhofer & Poelt) Coppins & Fryday   | 2004           |
| Thelenella wallrothiana                    | (A. Massal.) P. Syd.                      | 1887           |
| Thelenella weberi                          | H. Mayrhofer                              | 1987           |